# Пітерборо
Пі́терборо (англ. Peterborough, МФА: [ˈpiːtə(r)bərə,-ˌbʌrə] ( прослухати)) — місто у Великій Британії, графстві Кембриджшир, 118,6 км на північ від Лондона, побратим українського міста Вінниця. Населення — близько 159,1 тисяч мешканців (станом на 2004 рік)

## Міста-побратими
- Алькала-де-Енарес, Іспанія (від 1986)
- Бурж, Франція (від 1957)
- Форлі, Італія (від 1981)
- Фірзен, Німеччина (від 1982)
- Вінниця, Україна (від 1991)

## Спорт
Спідвейний клуб Peterborough Panthers є дворазовим чемпіоном Великої Британії.